# Synemosyna myrmeciaeformis
Synemosyna myrmeciaeformis är en spindelart som först beskrevs av Władysław Taczanowski 1871.  Synemosyna myrmeciaeformis ingår i släktet Synemosyna och familjen hoppspindlar. Inga underarter finns listade i Catalogue of Life.